# Miconia kappleri
Miconia kappleri är en tvåhjärtbladig växtart som beskrevs av Charles Victor Naudin. Miconia kappleri ingår i släktet Miconia och familjen Melastomataceae.
Artens utbredningsområde är Surinam. Inga underarter finns listade i Catalogue of Life.